# 费尼耶
费尼耶（法語：Féniers，法語發音：[fenje]）是法国克勒兹省的一个市镇，属于欧比松区。

## 地理
费尼耶（45°45'2"N, 2°7'36"E）面积14.33 平方千米，位于法国新阿基坦大区克勒兹省，该省份为法国中部省份，位于法國中央高原西北部，北起安德尔省和谢尔省，西接维埃纳省，南至科雷兹省，东临多姆山省，东北与阿列省接壤。
与费尼耶接壤的市镇（或旧市镇、城区）包括：佩尔勒瓦德、圣瑟捷、索尔纳克、克莱拉沃、让西乌-皮日罗勒、日乌、勒马斯达尔蒂日。

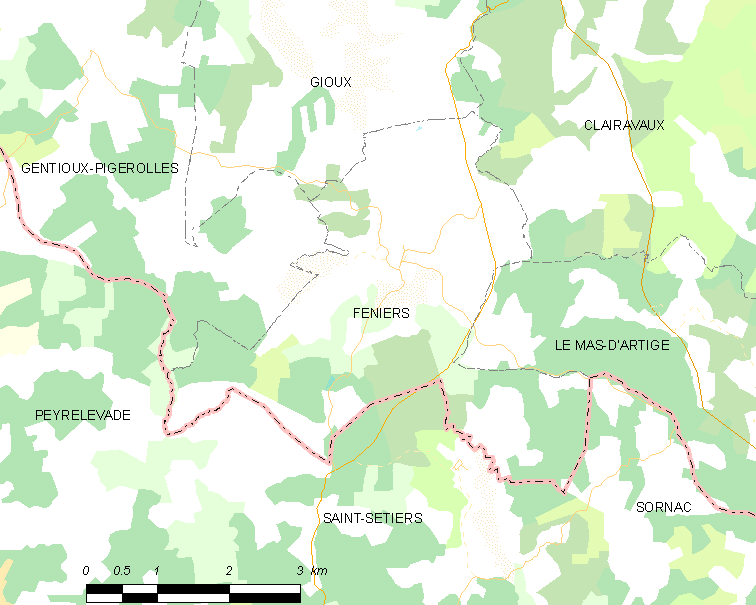
费尼耶的OSM定位图

费尼耶的时区为UTC+01:00、UTC+02:00（夏令时）。

## 行政
费尼耶的邮政编码为23100，INSEE市镇编码为23080。

## 政治
费尼耶所属的省级选区为费勒坦县。

## 人口

1962-2008年间费尼耶人口变化图示

费尼耶于2022年1月1日时的人口数量为108人。